# T-43
O T-43 foi um protótipo de tanque médio soviético desenvolvido durante a Segunda Guerra Mundial como um possível substituto para ambos o T-34 e o KV-1. O alvo do projeto era construir um tanque médio com uma blindagem mais pesada, mas o avanço alemão nas tecnologias de desenvolvimento de tanques provaram ser melhor combatidas pelo mais fortemente armado T-34-85 e o T-43 foi cancelado..

## História
O T-34 foi o cerne das forças mecanizadas soviéticas durante a Segunda Guerra Mundial, produzido em números enormes. Em maio de 1942, as forças soviéticas começaram e se deparar com tanques alemães armados com um novo canhão longo de 75mm, o KwK 40, que poderia facilmente penetrar um T-34 a longas distâncias.
Em junho de 1942, a Agência de Automóveis e Tanques do Ministério da Defesa (GABTU) emitiu uma solicitação para dois fabricantes de tanques competirem no projeto de um "tanque universal", que deveria combinar uma blindagem pesada, dos tanques pesados, mas com a mobilidade do tanque médio T-34. A fábrica de tanques pesados SKB-2 em Tcheliabinsk iniciou o programa KV-13, que dois anos depois resultou em uma linha de tanques pesados bem sucedidos, denominada Tanque Iosef Stalin. O complexo de Uralvagonzavod em Nizhny Tagil desenvolveu o tanque médio T-43. O complexo incluía a Kharkiv Morozov, os projetistas do T-34, que foram capazes de desenhá-lo a partir de seu projeto já avançado do T-34M. O T34M havia sido cancelado em 1941, quando a Alemanha invadiu a União Soviética. O projeto do T-43 recebeu baixa prioridade, pois o foco primário era aumentar a produção do T-34.
O primeiro protótipo do T-43 foi concluído em março de 1943. O T-43 era, em geral, similar ao T-34, mas com um novo desenho de blindagem e da torre, uma suspensão eficiente com barra de torção ao invés do sistema Christie do T-34 e uma nova caixa de câmbio de cinco velocidades. Também vinha equipado com uma torre para três homens com uma cúpula para o Comandante com visão total, uma grande melhoria em relação à torre de dois homens do T-34 na qual o Comandante era constantemente distraído por recarregar a arma principal. Comparado ao T-34 Model 1943 com torre hexagonal, a blindagem da torre do T-43 foi de 70 mm para 90 mm, na estrutura foi para 47 mm na frente e nas laterais de 60 mm para 75 mm. Manteve ainda o mesmo canhão F-34 de 76.2 mm e, para facilitar a produção, compartilhava no mínimo setenta por cento de suas peças com o T-34. Os testes realizados em Kubinka demonstraram que o T-43 não tinha a mesma mobilidade do T-34, enquanto que sua blindagem ainda não era pesada o suficiente para combater o canhão alemão de 88 mm, KwK 36.
Após a Batalha de Kursk, os planejadores soviéticos se deram conta de que o maior ponto negativo do T-34 era a ineficácia de seu canhão de 76.2mm contra a blindagem frontam dos novos tanques alemães Tiger e Panther. O que era necessário era um canhão mais eficaz, ao invés de uma blindagem maior. A torre do T-43 foi adaptada para utilizar um canhão de 85 mm, e para equipá-lo na estrutura do T-34. O projeto do T-43 e o novo T-34-85 foi então colocado em produção.
A decisão de melhorar um modelo já existente ao invés de utilizar um modelo novo era característica da filosofia soviética, que com isso manteve um enorme nível de produção. Enquanto a Alemanha - tendo na época quase o dobro dos recursos industriais da União Soviética - sofriam de um limite na produção e dificuldades logísticas ao introduzir modelos novos e tecnicamente superiores, os soviéticos - maximizando a produtividade, acertaram ao não comprometer sua linha de produção por melhorar seu principal tanque. O resultado foi de que os soviéticos estavam produzindo o T-34-85 a uma razão de 1.200 por mês, enquanto os alemães lutavam para colocar 180 tanques Panther para fora de suas linhas de produção. 
Quando o T-34-85 apareceu pela primeira vez em combate, a inteligência alemã inicialmente o identificou erroneamente como "T-43", baseado em relatos sobre a pesquisa do tanque soviético.